# Distrito del Amu Daria
El distrito del Amu Daria (en karakalpako: Ámúwdáriya rayonı; en uzbeko: Amudaryo tumani) es un distrito de Karakalpakistán en Uzbekistán. Las capital del distrito reside en Mang‘it.
Hay una ciudad (Mang‘it), una ciudad (Jumurtov) y diez pueblos que mantienen un estatus oficial (Bobur, ‘rmon, Quyuqqo‘pir, Nazarxon, Xitoy, Choyko‘l, O‘rta-qal'un, Qangli, Qilichboy y Qipchoq).

## Personas notables
Las siguientes personas nacieron en la ciudad. 
- Islombek Pirmanov (nacido en 1995), boxeador.

- Datos: Q2603639